# Албансько-косовські відносини
Албансько-косовські відносини (алб. Marrëdhëniet Shqiptaro-Kosovare) — двосторонні відносини між Албанією та Косово, які посилаються на історичні, культурні, та національні зв'язки. Албанія має посольство в Приштині, а Косово — у Тирані. У Косово мешкає 1,6 мільйона албанців — офіційно 92,93 % всього населення Косова — а албанська мова є офіційною мовою Косово. Так само і народи двох країн мають спільні традиції та фольклор.
Як повноправний член Організації Північноатлантичного договору (НАТО), Албанія підтримує Косово на шляху інтеграції до НАТО.  

## Історія

### Сучасна
У 1992 Албанія була єдиною країною, парламент якої проголосував за визнання Республіки Косово, яка була проголошена незалежною в 1991. Офіційна підтримка обмежувалася декларацією. У 1994 р., Коли ескалація боснійського конфлікту, Албанія зробила крок назад, визнавши кордони Югославії, що включала Косово.

### Незалежність

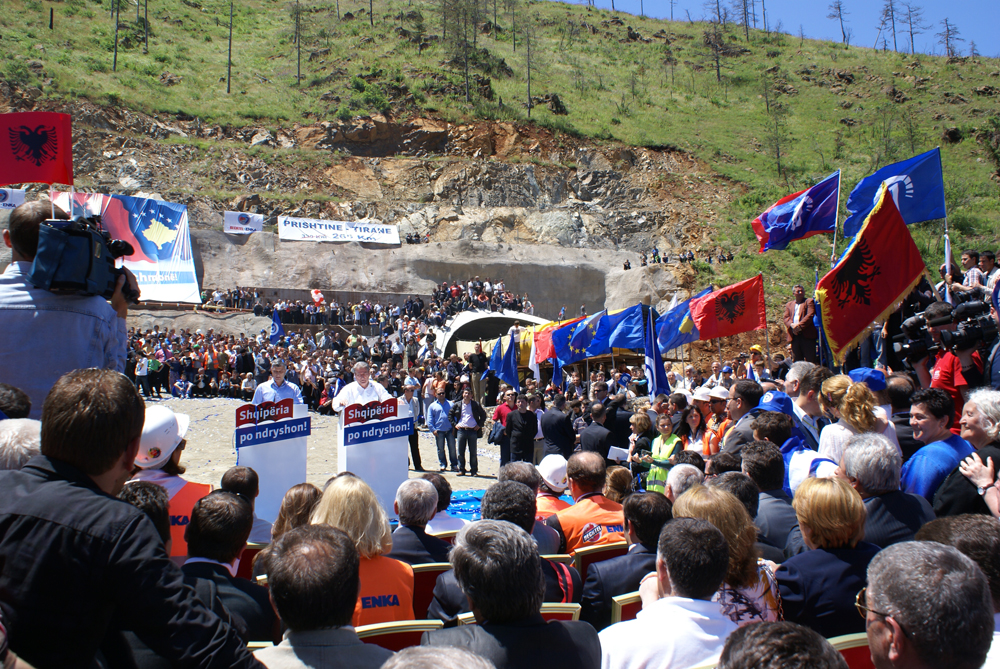
Прем'єр-міністри Косово Хашим Тачі та албанський Салі Беріша під час відкриття тунелю Калімаш

Коли 17 лютого 2008 року Косово проголосило свою незалежність від Сербії, Албанія стала однією з перших країн, яка офіційно оголосила про визнання суверенної Республіки Косово, яку визнали 99 із 193 (51 %) членів Організації Об'єднаних Націй (ООН) штатів.
18 серпня 2009 Прем'єр-міністр Албанії Салі Беріша сказав: «Між двома країнами не повинно бути митного управління. Ми ні в якому разі не повинні дозволяти Албанії та Косово розглядати один одного як іноземні країни». Цей коментар обурив Сербію.
У пояснювальній записці до Сербії албанське міністерство закордонних справ зазначило: «Албанія розглядає незалежну державу Косово як фактор миру та стабільності в балканському регіоні, тоді як її незалежність розглядається як чіткий крок на користь людей, стабільності та європейської перспективи регіону». Він також зазначив, що зовнішня політика Республіки Албанія «базується на спільних цілях євроатлантичної інтеграції країни, Республіки Косово та всього регіону».
У квітні 2015 голова Ради міністрів Албанії Еді Рама заявив, що об'єднання Албанії та Республіки Косово в одну державу питання часу. Він вважає, що найімовірніше ці дві держави об'єднаються після вступу в Європейський союз.

#### Землетрус в Албанії у 2019 році
26 листопада 2019 року в Албанії стався землетрус. 500 000 євро було направлено урядом Косово, а понад 3 500 000 євро — косовським населенням. Було відправлено 110 спеціалізованих операторів поліції Косова, а також 40 співробітників міських пошуково-рятувальних підрозділів Сил безпеки Косова . Президент Хашим Тачі був частиною президентської делегації, яка відвідала епіцентр землетрусів та висловила свої співчуття від імені Косова. У п'ятницю прем'єр-міністр Косова Рамуш Харадінай та його можливий наступник Альбін Курті відвідали Дуррес, щоб оглянути збитки, і висловили прихильність Косово зусиллям з надання допомоги та необхідності інституційної співпраці між обома країнами. Переселенців переселено в Косово, 500 з яких проживають у таборі в Призрені, створеному урядом Косова.
Населення косовських албанців реагувало на почуття солідарності через ініціативи збору коштів та пожертви грошей, їжі, одягу та притулку. Волонтери та гуманітарна допомога на вантажних автомобілях, автобусах та сотнях автомобілів з Косово їздили до Албанії, щоб допомогти ситуації, і люди брали участь у таких роботах, як експлуатація мобільних кухонь та збір фінансової допомоги. Багато албанців у Косово відкрили свої будинки для людей, переміщених землетрусом.

## Відносини

### Культура
У жовтні 2011 року між Міністерством культури Косово та Албанії було досягнуто домовленості про спільне користування посольствами та консульськими службами а в травні 2012 року — загальний буквар для 2012-13 навчального року першого класу студентів було схвалено обома урядами.

### Економіка
Албанська « Конфіндустрія» вперше висунула ідею розвитку албанського регіонального ринку в 2008 році а ідея про спільний економічний простір між Албанією та Косово була обговорена урядовцями Косова в 2011 році
Їх особливо підкріпив Бехджет Пацоллі в деяких своїх виступах в Албанії: він стверджував, що економічний союз посилить конкуренцію щодо ЄС. Ідеї Паколлі підтримала Партія справедливості, інтеграції та єдності .